# Wincenty Staniszewski
Wincenty Ryszard Staniszewski (ur. 30 marca 1898 w Skrzynnie, zm. 1940 w Kalininie) – kapitan artylerii Wojska Polskiego i komisarz Policji Państwowej, ofiara zbrodni katyńskiej.

## Życiorys
Urodził się w Skrzynnie, w rodzinie Juliana i Heleny z Trybulskich. Od 10 marca 1919 w Wojsku Polskim. Uczestnik wojny polsko-bolszewickiej. Absolwent Oficerskiej Szkoły dla Podoficerów w Bydgoszczy. 11 sierpnia 1927 Prezydent RP Ignacy Mościcki mianował go podporucznikiem ze starszeństwem z dniem 15 sierpnia 1927 i 81. lokatą w korpusie oficerów artylerii, a minister spraw wojskowych wcielił do 11 pułku artylerii polowej w Stanisławowie. Później ukończył studium wychowania fizycznego w Centralnym Instytucie Wychowania Fizycznego w Warszawie. Na stopień porucznika został awansowany ze starszeństwem z dniem 15 sierpnia 1929 i 79. lokatą w korpusie oficerów artylerii. W następnych latach kontynuował służbę w pułku w Stanisławowie, który w międzyczasie został przemianowany na 11 pułk artylerii lekkiej. Z dniem 31 sierpnia 1936 został przeniesiony do rezerwy, a 1 września tego roku rozpoczął służbę w Policji Państwowej. W 1939 na stanowisku kierownika referatu wychowania fizycznego w Wydziale I Komendy Głównej PP. Na stopień kapitana został awansowany ze starszeństwem z dniem 19 marca 1939 i 91. lokatą w korpusie oficerów rezerwy artylerii.
Po agresji ZSRR na Polskę w 1939 roku znalazł się w niewoli radzieckiej w specjalnym obozie NKWD w Ostaszkowie. Przez pewien czas pełnił funkcję tzw. starszego korpusu oficerskiego obozu. Zamordowany przez NKWD wiosną 1940 roku w Kalininie (obecnie Twer) jako jedna z ofiar zbrodni katyńskiej. Pochowany w Miednoje.
4 października 2007 roku Wincenty Staniszewski został pośmiertnie awansowany na stopień nadkomisarza Policji Państwowej.

## Odznaczenia
W czasie służby w Wojsku Polskim i Policji Państwowej otrzymał:
- Krzyż Walecznych[11]
- Medal Pamiątkowy za Wojnę 1918–1921
- Medal Dziesięciolecia Odzyskanej Niepodległości
- Srebrny Medal za Długoletnią Służbę
- Brązowy Medal za Długoletnią Służbę
- Krzyż Frontu Litewsko Białoruskiego[1]
- Krzyż Kampanii Wrześniowej 1939 r. – 1 stycznia 1986 (pośmiertnie)[12]